# Caecidotea nickajackensis
Caecidotea nickajackensis är en kräftdjursart som beskrevs av Alpheus Spring Packard 1881. Caecidotea nickajackensis ingår i släktet Caecidotea och familjen sötvattensgråsuggor. IUCN kategoriserar arten globalt som sårbar. Inga underarter finns listade i Catalogue of Life.